# Meakaur
Meakaur es una entidad de población española del municipio de Morga, perteneciente a la provincia de Vizcaya, en la comunidad autónoma del País Vasco. En 2022, la entidad singular de población tenía empadronados veintiséis habitantes y el núcleo de población, diecinueve.